# 63145 최무선
63145 최무선(63145 Choemuseon, 2000 XY13)은 한국의 천문학자인 전영범과 이병철이 2000년 12월 4일, 보현산천문대에서 발견한 소행성이다. 고려 말의 장수 최무선의 이름을 땄다.